# Maison des Ducs de Brabant
La « Maison des Ducs de Brabant » (« Hertogen van Brabant » en néerlandais), qui doit son nom aux bustes de ducs de Brabant qui ornent sa façade, est un ensemble de sept maisons de « style baroque classicisant » regroupées derrière une façade monumentale unique qui occupe majestueusement tout le côté est de la Grand-Place de Bruxelles en Belgique.

## Composition
Cet ensemble occupe les numéros 13 à 19 de la Grand-Place, entre la rue des Chapeliers et la rue de la Colline :
- n° 13 : « La Renommée »
- n° 14 : « L'Ermitage »
- n° 15 : « La Fortune », Maison de la Corporation des Tanneurs
- n° 16 : « Le Moulin à vent », Maison de la Corporation des Meuniers
- n° 17 : « Le Pot d'étain », Maison de la Corporation des Charpentiers et Charrons
- n° 18 : « La Colline », Maison de la Corporation des « Quatre Couronnés » (sculpteurs, maçons, tailleurs de pierre et ardoisiers)
- n° 19 : « La Bourse »

## Historique

### Origines
À l'origine, six habitations distinctes s'élèvent sur l'emplacement occupé par la Maison des Ducs de Brabant : « L'Hermitage », le « Meynaert » ou « Meynaert-Steen » (château de Meynard, ainsi appelé, sans doute, d'un échevin de ce nom qui vivait dans la première moitié du XIIe siècle ; c'était une demeure imposante ainsi que l'indique son nom et sa construction en pierres), « Le Moulin à vent », « Le Pot d'étain », « La Colline » et « La Bourse »,,.
En 1441, la Ville achète ces maisons, sauf « Le Pot d'étain » qui appartenait aux charpentiers et « La Colline » qui appartenait aux maçons. En vertu d'arrangements pris avec ces deux corporations, on voit alors s'élever en cet endroit un édifice régulier, divisé en six habitations complètement conformes les unes aux autres.

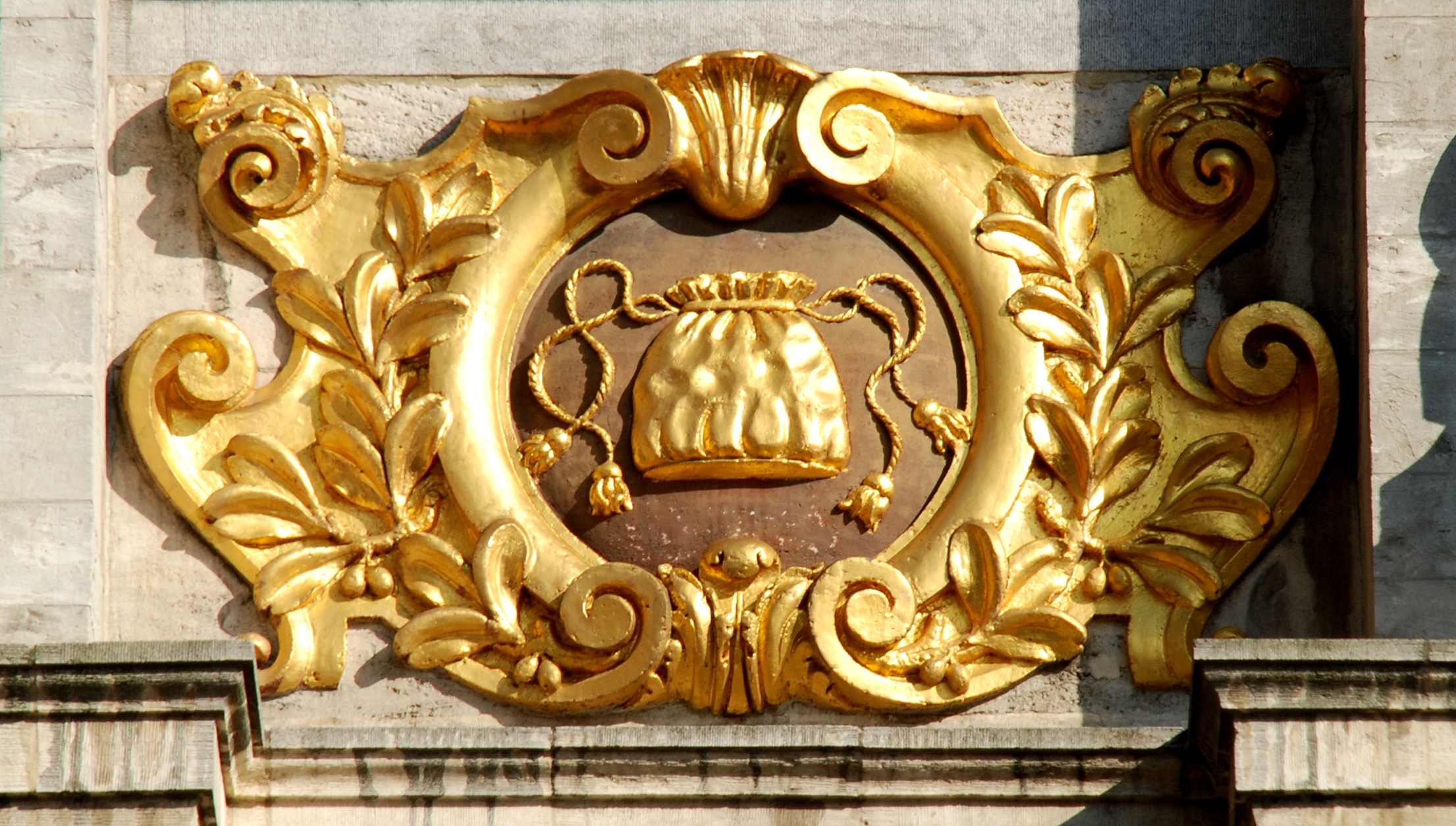
La Bourse.
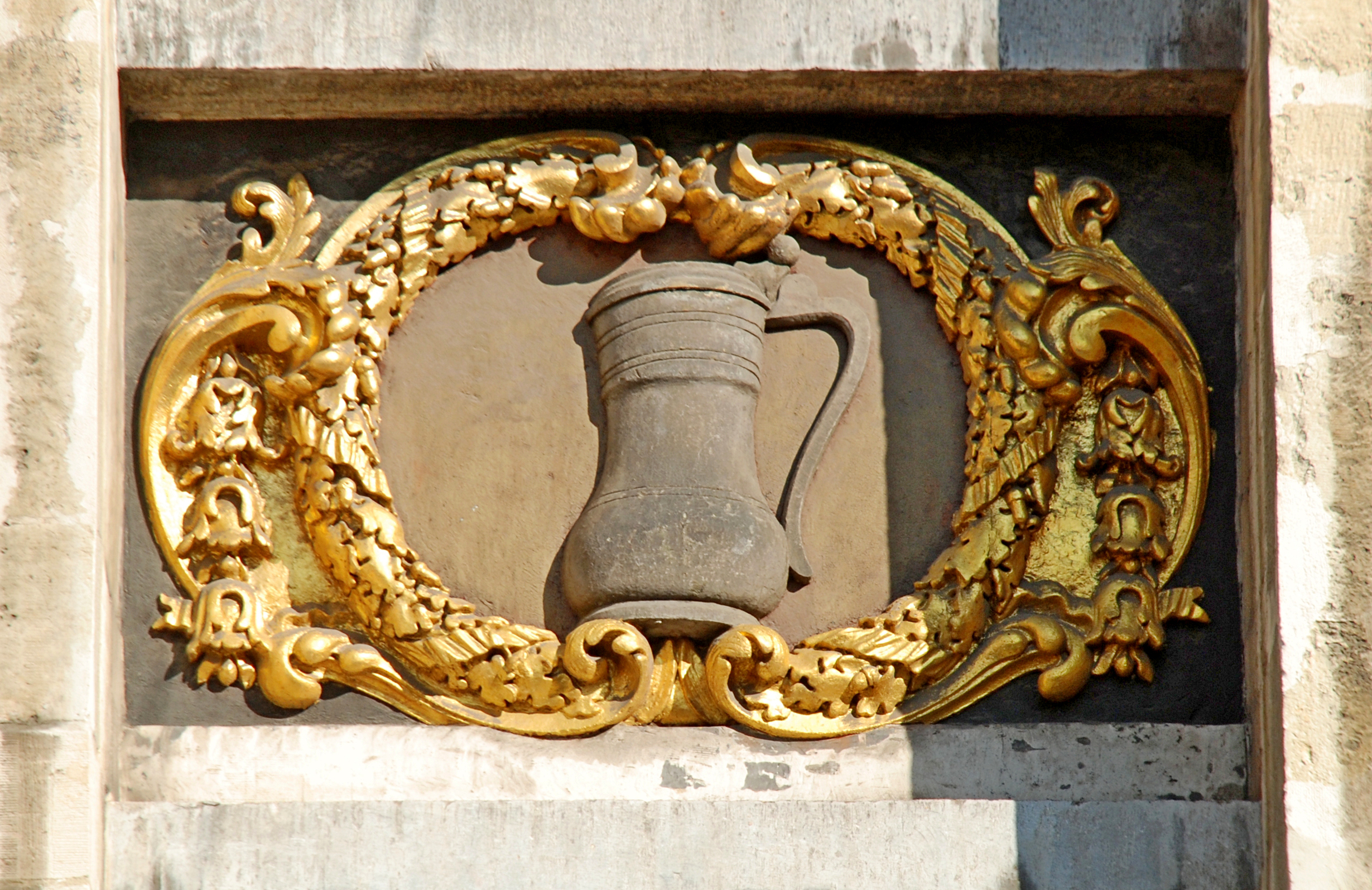
Le Pot d'étain.
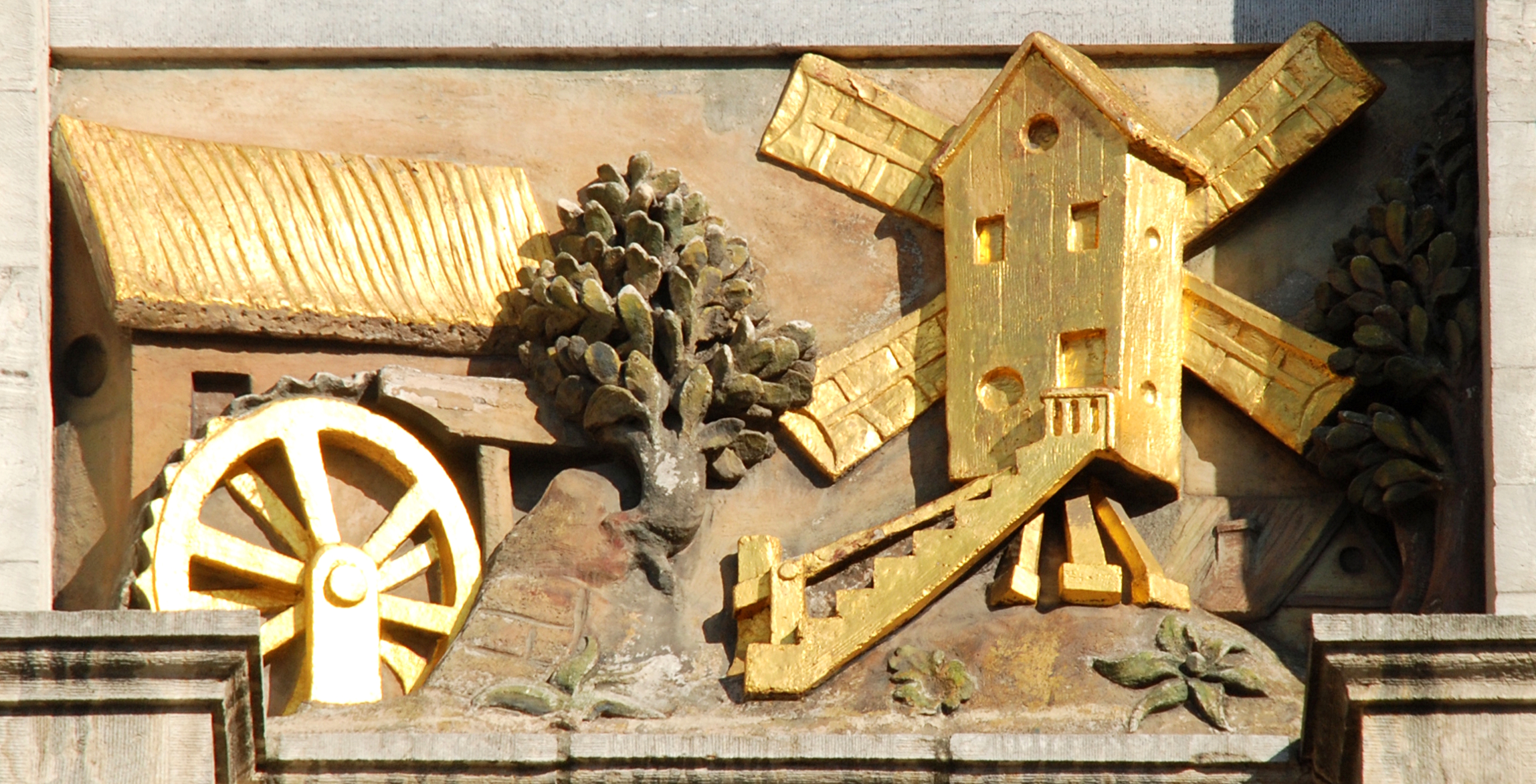
Le Moulin à vent.
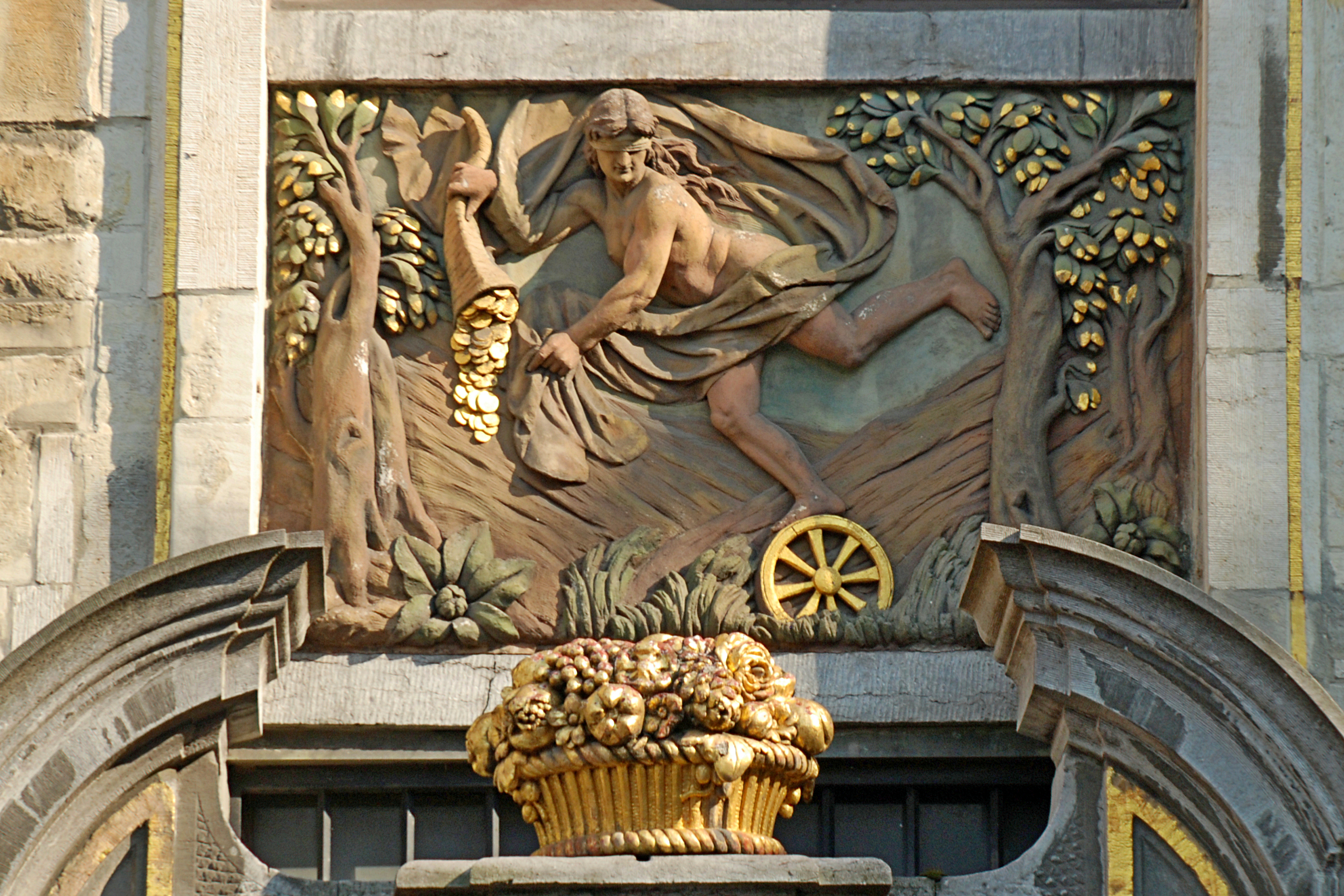
La Fortune.

### Destruction et reconstruction

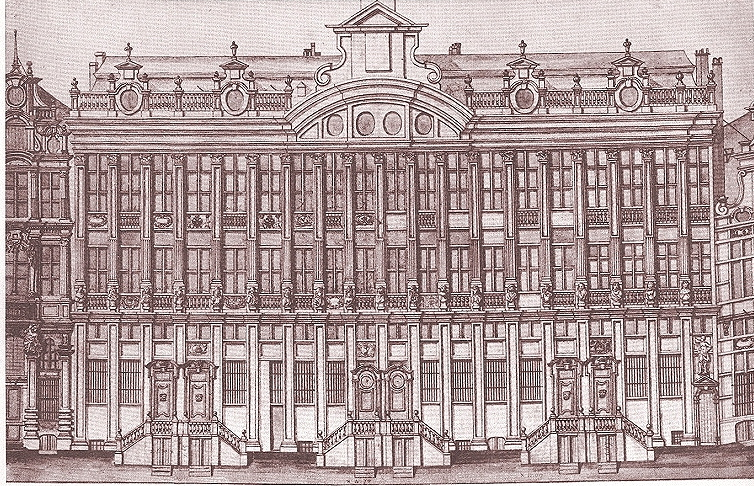
La façade de Guillaume de Bruyn en 1749, avant la transformation de Dewez : on remarque le pignon à volutes, aujourd'hui disparu, ainsi que l'absence de tympan. Dessin de Ferdinand-Joseph De Rons (Musée de la Ville de Bruxelles).

En août 1695, le bombardement de Bruxelles par les troupes françaises de Louis XIV commandées par le maréchal de Villeroy détruit de fond en comble une grande partie de la ville : 3830 maisons sont brûlées, sans compter la destruction d'un grand nombre d'édifices publics, tant religieux que civils.
En 1696, après le bombardement, la Ville de Bruxelles vend les ruines des quatre maisons qui lui appartenaient : « L'Ermitage », le « Meynaert » (qui avait pris depuis le nom de « L'Écrevisse » et ensuite celui de « La Fortune »), « Le Moulin à vent » et « La Bourse »,. Cela lui permet de financer la reconstruction de l'hôtel de ville.
Le « Moulin à vent » est acquis à cette occasion par la Corporation des meuniers,.
Dans les conditions de vente, il est formellement stipulé que les acquéreurs doivent adopter les plans de l'architecte de la ville de Bruxelles Guillaume de Bruyn, et la même obligation est alors imposée aux corporations des charpentiers et des maçons (qui sont encore propriétaires du « Pot d'étain » et de « La Colline ») : les maisons forment donc un tout abrité par la façade baroque monumentale dessinée par Guillaume de Bruyn. L'ensemble est terminé en 1698.

### Transformation néo-classique
En 1770, le couronnement de la façade est profondément modifié par Laurent-Benoît Dewez,, le grand nom de l'architecture néo-classique en Belgique.
Avant son intervention, le fronton cintré central était percé de quatre grands œils-de-bœuf ovales et surmonté d'un pignon à volutes sommé d'un fronton triangulaire, comme le montre le dessin de Ferdinand-Joseph De Rons de 1749.
Dewez dote le fronton cintré d'un immense tympan sculpté et remplace le pignon par un muret surmonté d'une balustrade sommée de pots à feu en pierre blanche, qui seront remplacés par des pots à feu en cuivre lors de la restauration du XIXe siècle.
« Les sculptures allégoriques du fronton, lequel date de 1772 et dont l'architecte Dewez a donné les dessins, ont pour thème : La Paix ramenant aux Pays-Bas le Commerce, personnifié par L'Escaut, et L'Industrie, figurée par des génies se livrant à des travaux de charpentage »,.

Le fronton néo-classique de Laurent-Benoît Dewez
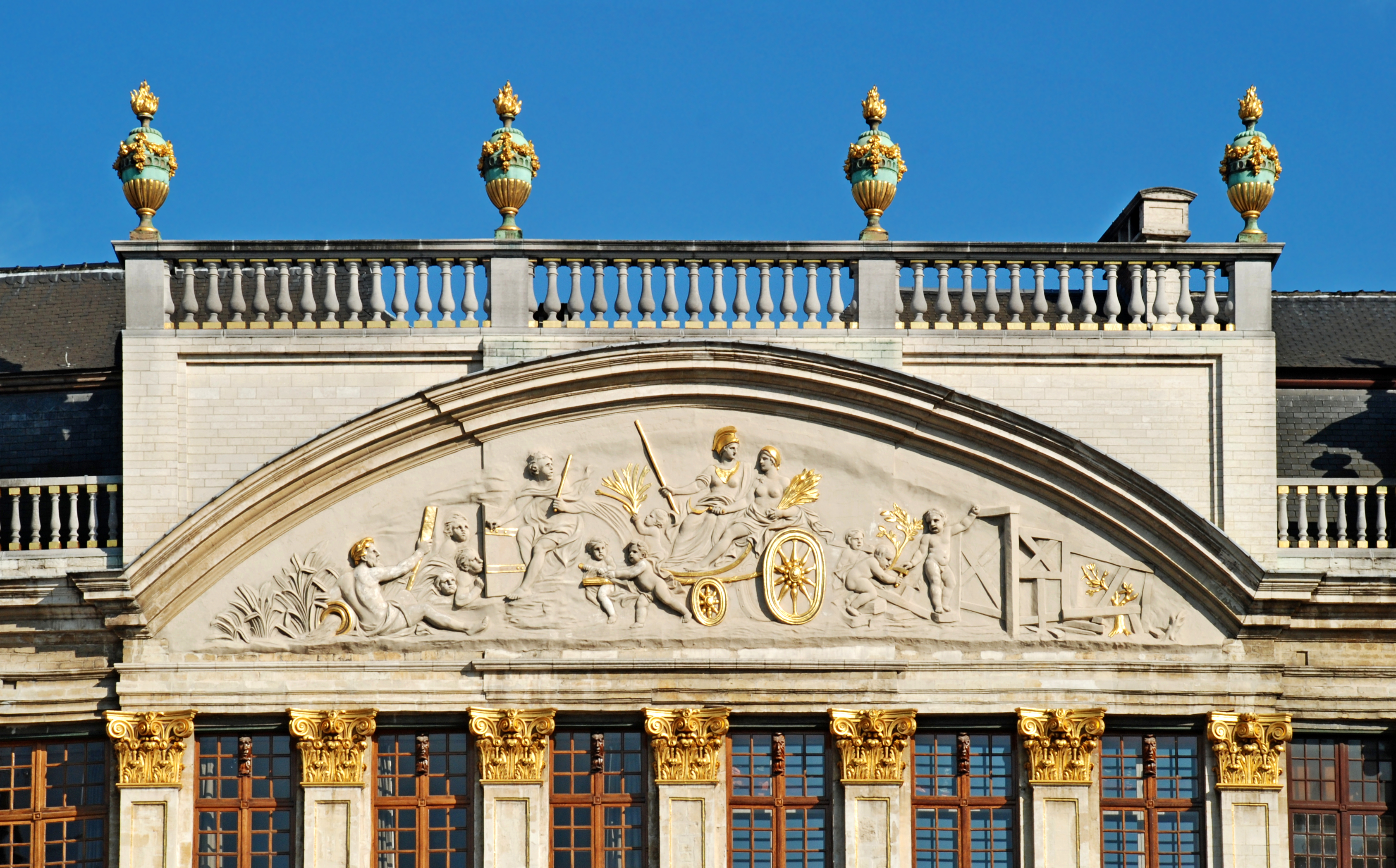
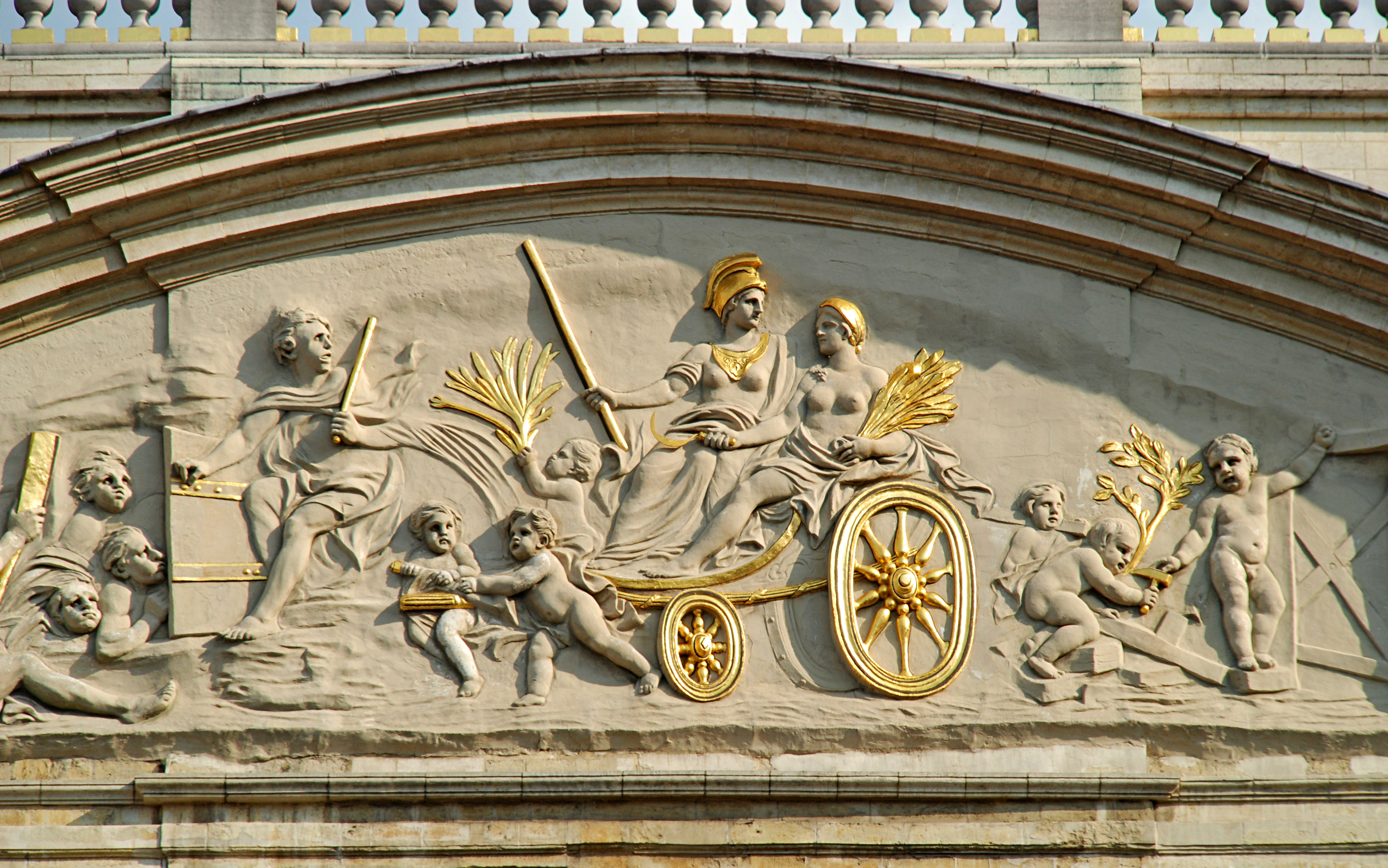

### Révolution française
La Maison des Ducs de Brabant continue d'héberger divers métiers jusqu'à la suppression des corporations en 1795, durant la Révolution française.
Les bustes des ducs de Brabant, qui y sont placés par J. Huens en 1793, sont supprimés par les sans-culottes,. Ces bustes, qui sont à l'origine de l'appellation du bâtiment, sont refaits en 1851 par Ed. Marchant, et une seconde fois, en 1885-1886, par Dutrieux, Elias, Hagens, Robyn et Hérain,.

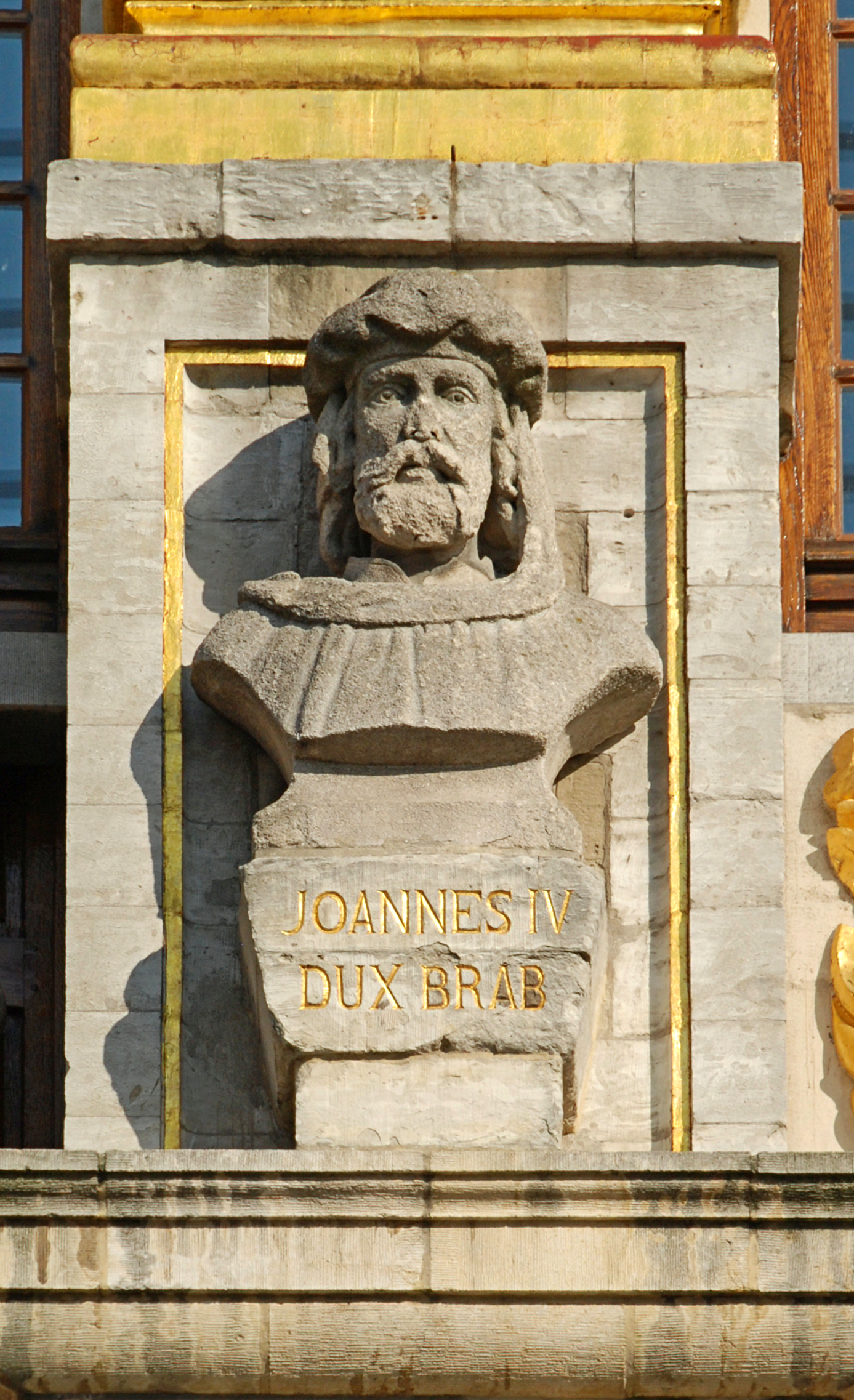
Jean IV de Brabant.
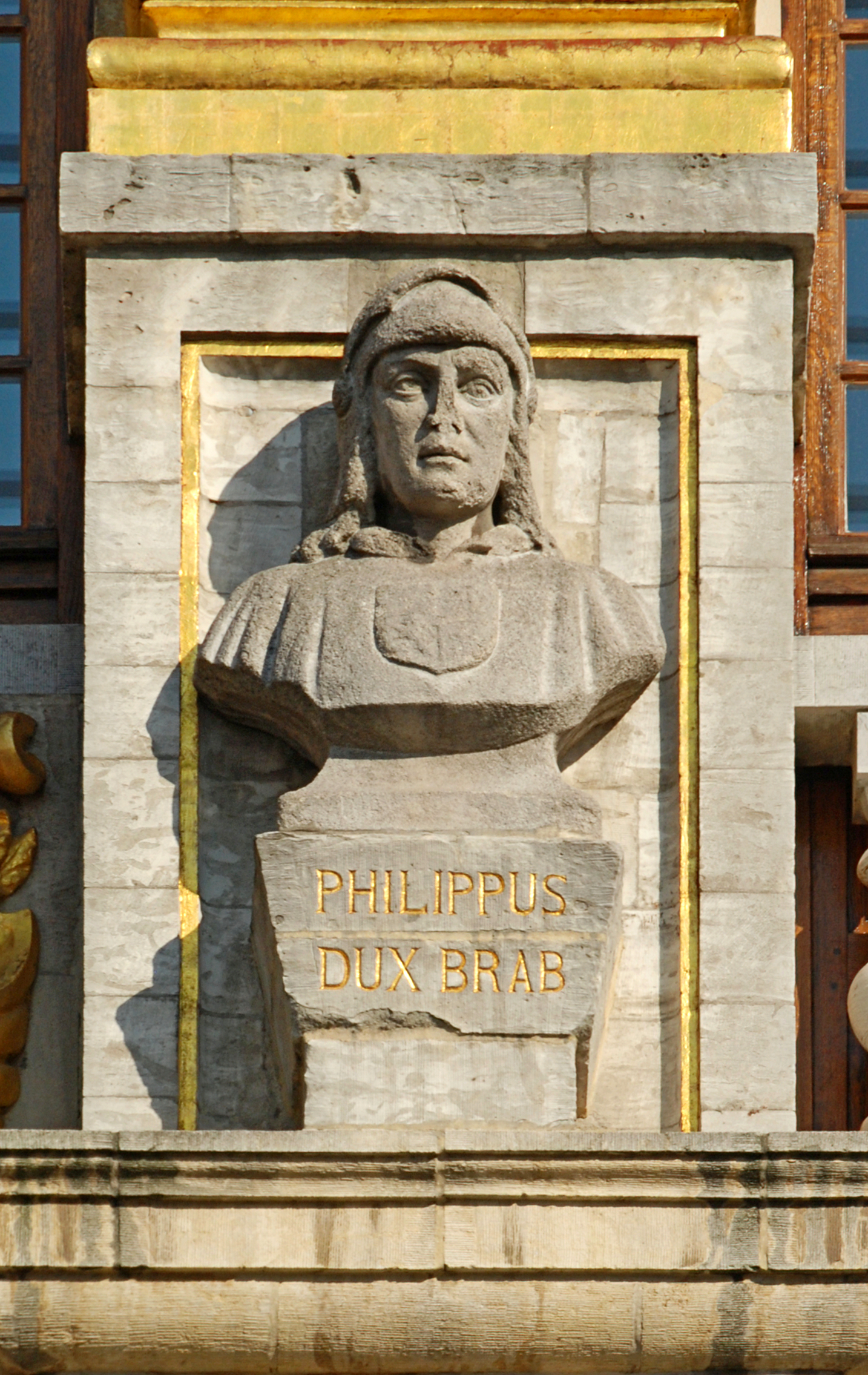
Philippe de Brabant.
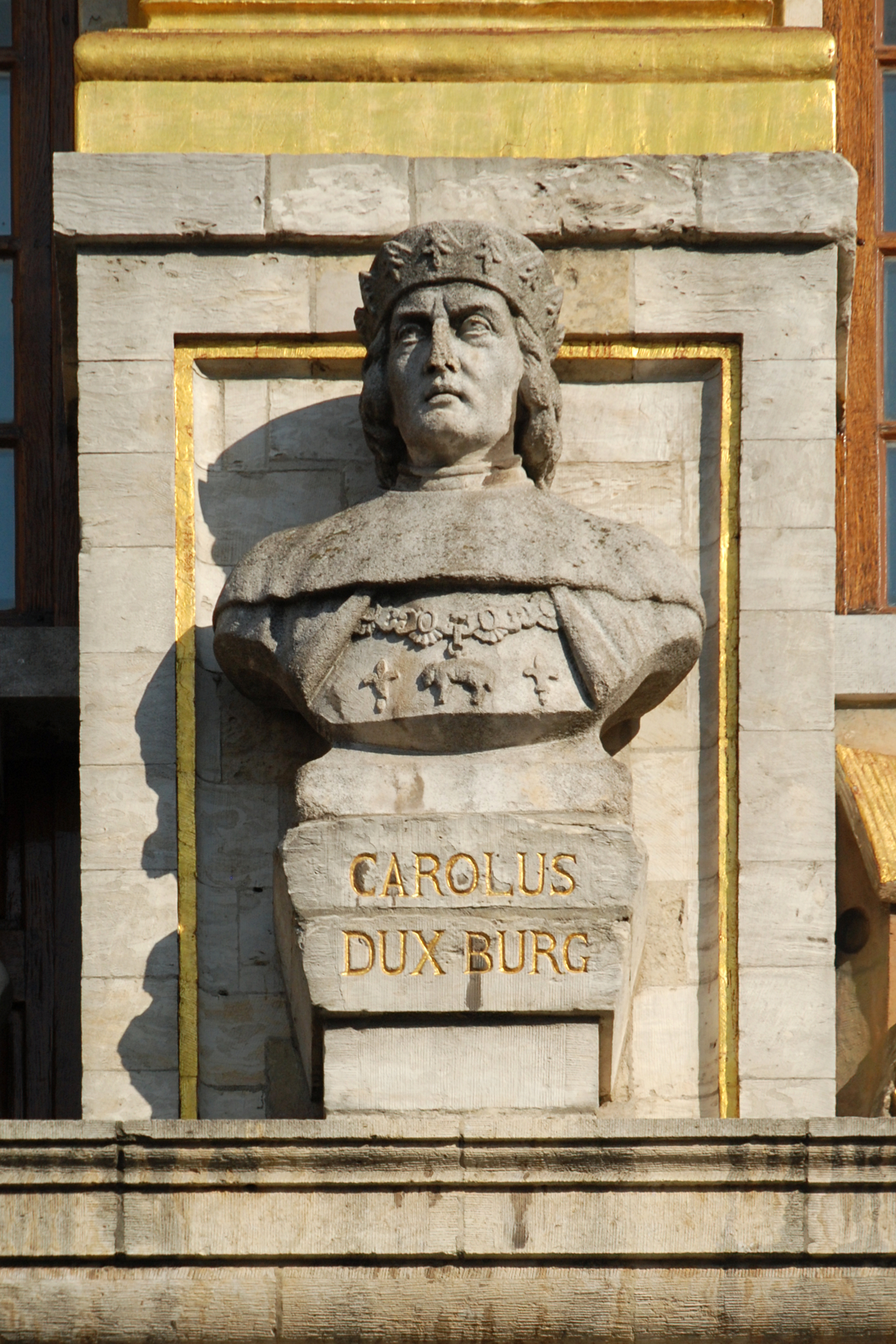
Charles le Téméraire.
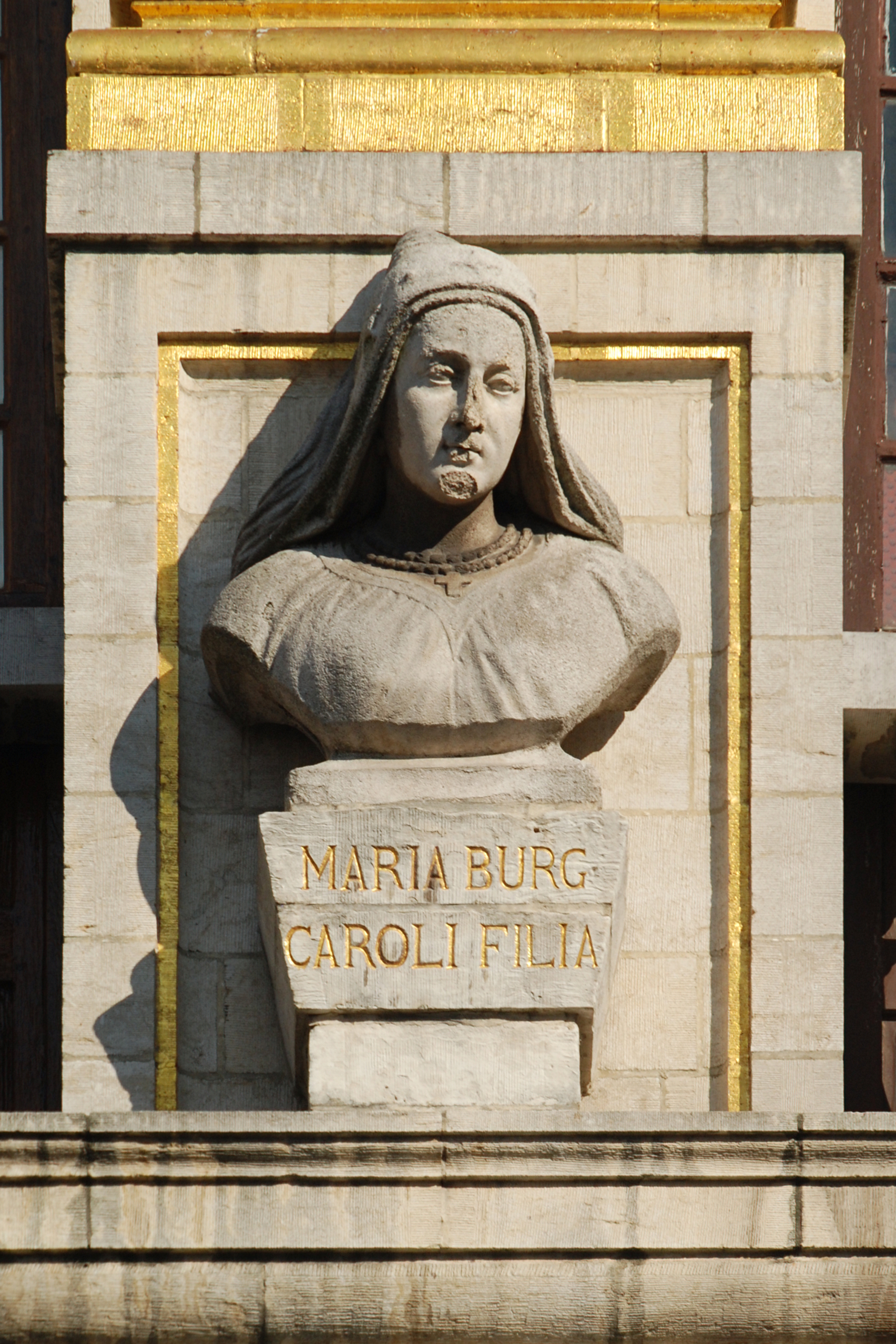
Marie de Bourgogne.
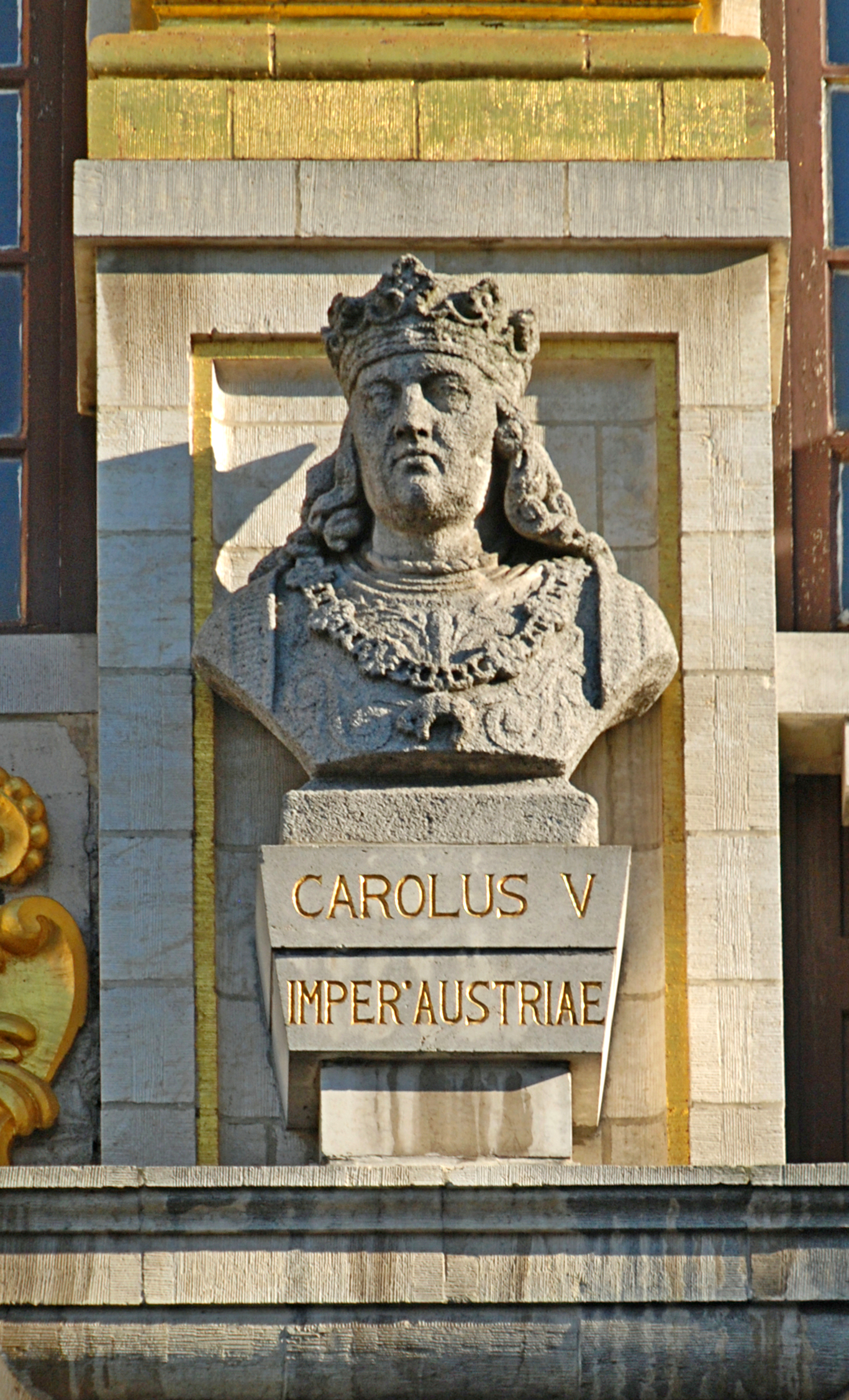
Charles Quint.
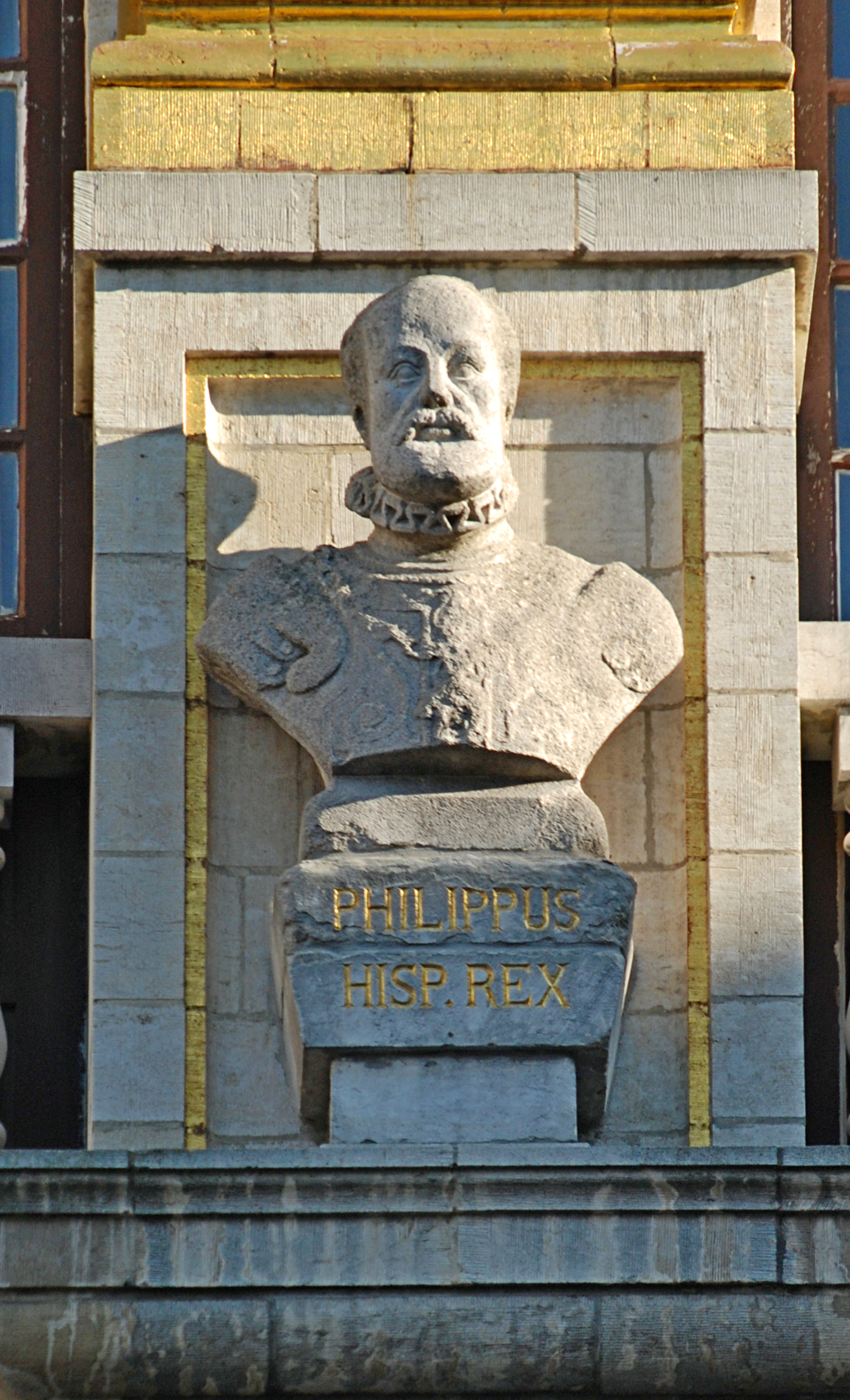
Philippe, roi d'Espagne.

### Restaurations

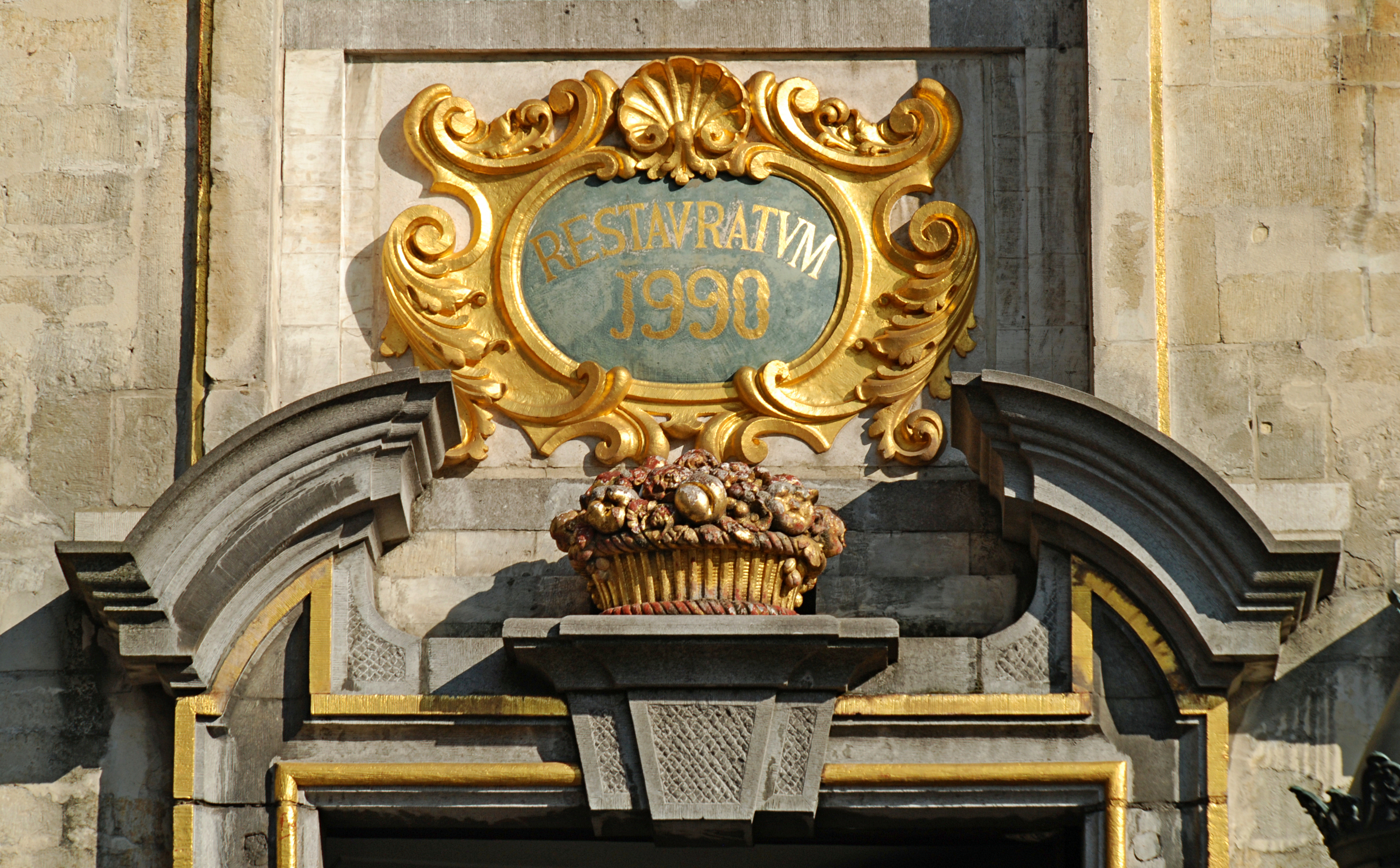
Cartouche « Restauratum 1990 » de la Maison de la Bourse.

Entre 1881 et 1890, la maison des Ducs de Brabant subit une restauration importante, menée par Victor Jamaer, l'architecte de la ville de Bruxelles qui fut fort actif sur la Grand-Place à la fin du XIXe siècle puisqu'il rasa et reconstruisit la « Maison du Roi » en style néogothique et restaura plusieurs maisons baroques comme la « Maison de la Louve », la « Maison du Petit Renard et du Chêne », la « Maison du Paon » et la « Maison de la Balance ». C'est à cette occasion que les pots à feu en pierre blanche de 1770 sont remplacés par les pots à feu en cuivre que l'on peut voir actuellement.
La maison des Ducs de Brabant est à nouveau restaurée en 1987-1990.
Les dates de construction et de restauration sont attestées par les cartouches « Anno 1697 », « Restauratum 1890 » et « Restauratum 1990 » portés par les allèges des fenêtres du premier étage (entre les bustes des ducs de Brabant) et de l'entresol.

## Classement
Les façades et les toitures de toutes les maisons qui bordent la Grand-Place font l'objet d'un classement au titre des monuments historiques en tant qu'ensemble depuis le 19 avril 1977 sous la référence globale 2043-0065/0.
Le classement a été étendu à d'autres parties des maisons qui composent la Maison des Ducs de Brabant le 7 novembre 2002, sous les références 2043-0065/013 à 2043-0065/019.

## Architecture
La « Maison des Ducs de Brabant », édifiée en pierre de taille, présente une façade de dix-neuf travées et de quatre niveaux, surmontée d'un grand fronton cintré sculpté et d'un attique à balustrade dans le style de l'architecte italien Andrea Palladio.
Comme dans les autres réalisations de Guillaume De Bruyn sur la Grand-Place (Maison de la Chaloupe d'Or et Maison de l'Arbre d'Or), la combinaison d'un ordre colossal imposant et d'une ornementation baroque puissante confère une expressivité particulière à la façade de l'édifice.
Malgré les apparences, la façade est asymétrique puisqu'elle regroupe un nombre impair de maisons et un nombre impair de travées, la maison située à l'extrême droite (n° 13 « La Renommée ») ne comportant qu'une seule travée.
Le rez-de-chaussée et l'entresol sont réunis par dix-neuf pilastres d'ordre colossal surmontés de chapiteaux toscans supportant les bustes de dix-neuf ducs de Brabant.
Le premier et le deuxième étage sont réunis par dix-neuf pilastres d'ordre colossal dont la base présente des cannelures dorées et le sommet des chapiteaux corinthiens dorés.
Les fenêtres à meneaux de bois de ces étages sont ornées, en alternance, soit d'une allège décorée soit de balustres (sauf au niveau des deux premières maisons, ornées seulement de balustres). Les allèges sont ornées soit des cartouches millésimés évoqués plus haut, soit de cartouches représentant les outils des corporations, soit de l'enseigne de la maison (comme « le Moulin » par exemple).
Les sept pilastres centraux supportent un immense fronton cintré décoré d'un bas-relief : « Les sculptures allégoriques du fronton, lequel date de 1772 et dont l'architecte Dewez a donné les dessins, ont pour thème : La Paix ramenant aux Pays-Bas le Commerce, personnifié par L'Escaut, et L'Industrie, figurée par des génies se livrant à des travaux de charpentage »,.
Ce fronton, qui couronne les façades des deux maisons centrales (« Le Moulin à vent » et « Le Pot d'étain »), est sommé d'une balustrade surmontée de pots à feu.
La façade de chacune des autres maisons est couronnée d'une balustrade et d'un pignon orné d'un grand œil-de-bœuf surmonté d'un larmier et d'un petit fronton sommé d'un vase en bronze (sauf la maison d'une seule travée située à l'extrême droite, « La Renommée », dont le couronnement se réduit à une simple balustrade).

## Sculpture
La « Maison des Ducs de Brabant » est ornée, « à la base des pilastres, de 19 bustes de ducs de Brabant et d'autres souverains de ce pays » :
- Henri Ier de Brabant, † 1235 ;
- Jean Ier de Brabant, † 1294 ;
- Jean II de Brabant, † 1312 ;
- Jean III de Brabant, † 1355 ;
- Venceslas Ier de Luxembourg, † 1383 ;
- Jeanne de Brabant, † 1406 ;

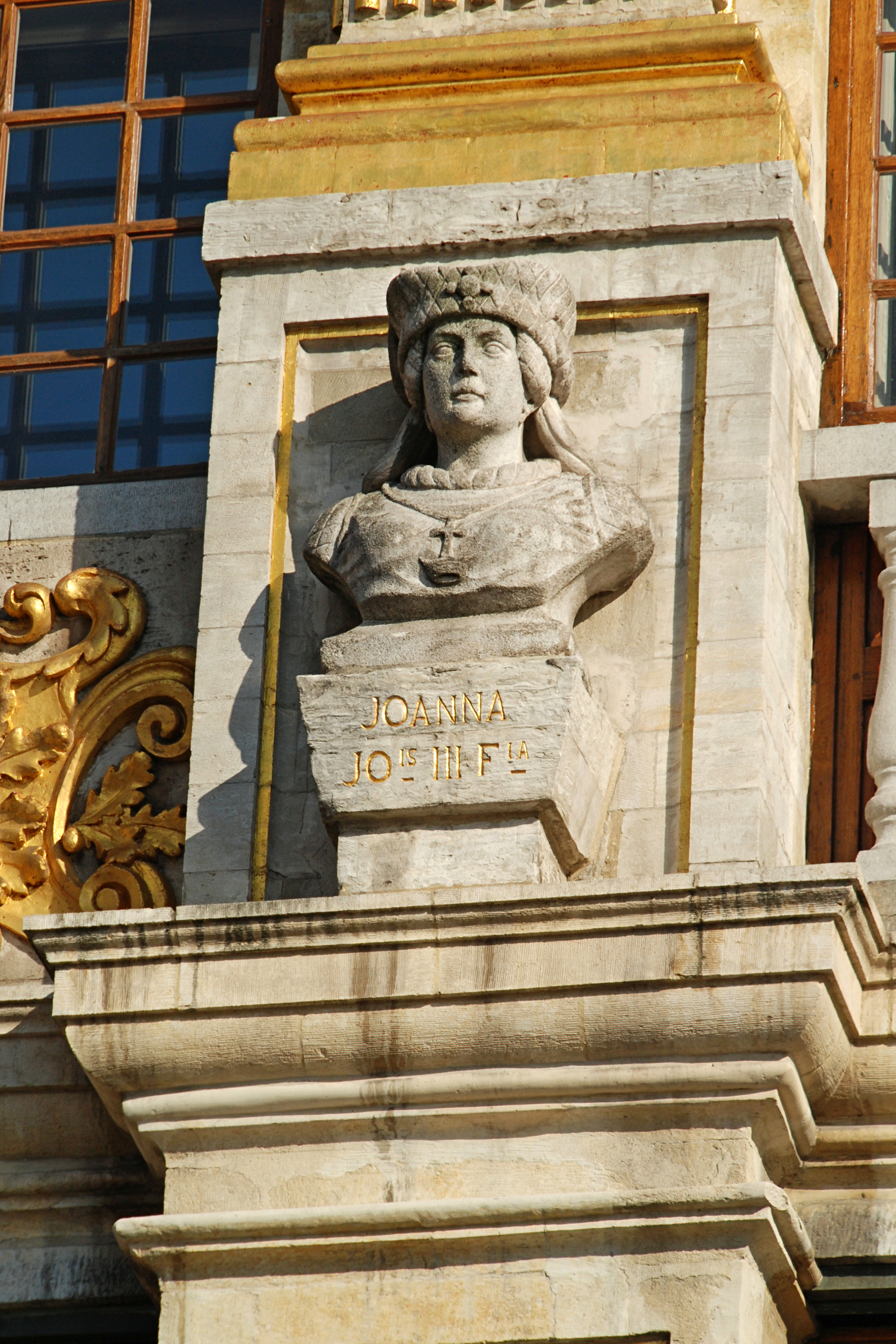
La duchesse Jeanne de Brabant.

- Antoine de Brabant (Antoine de Bourgogne), † 1415 ;
- Jean IV de Brabant, † 1427 ;
- Philippe de Saint-Pol, † 1430 ;
- Philippe le Bon, † 1467 ;
- Charles le Téméraire, † 1477 ;
- Marie de Bourgogne, † 1482 ;
- Maximilien d'Autriche ; † 1519
- Philippe le Beau, † 1506 ;
- Charles Quint, † 1558 ;
- Philippe II, † 1598 ;
- Albert d'Autriche, † 1621 ;
- Isabelle d'Autriche, † 1633 ;
- Charles II, † 1700.

Comme il a été dit plus haut, ces bustes ont été placés par J. Huens en 1793, supprimés par les sans-culottes, refaits une première fois en 1851 par Ed. Marchant, et refaits une seconde fois en 1885-1886 par Dutrieux, Elias, Hagens, Robyn et Hérain,. 

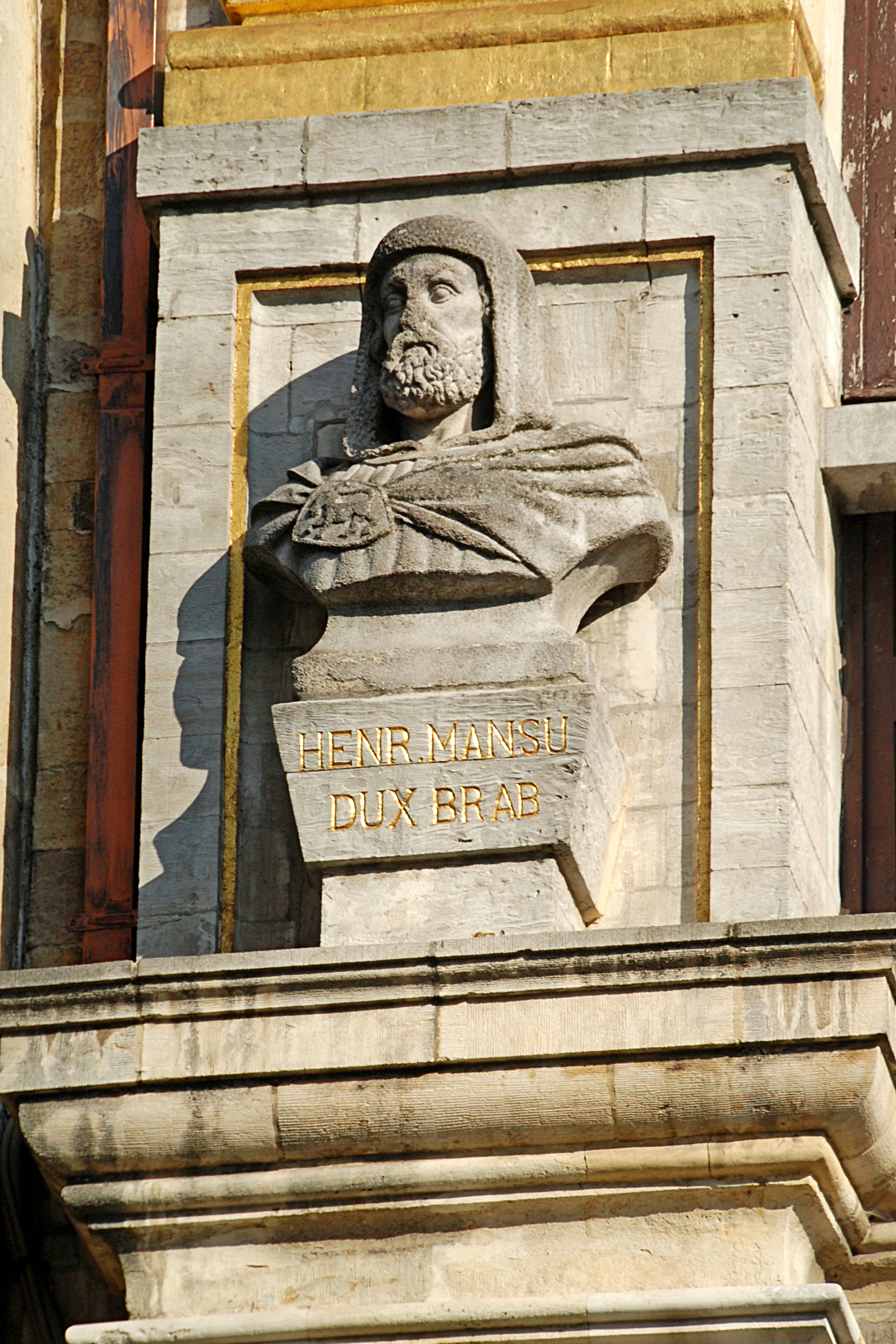
Henri Ier de Brabant.
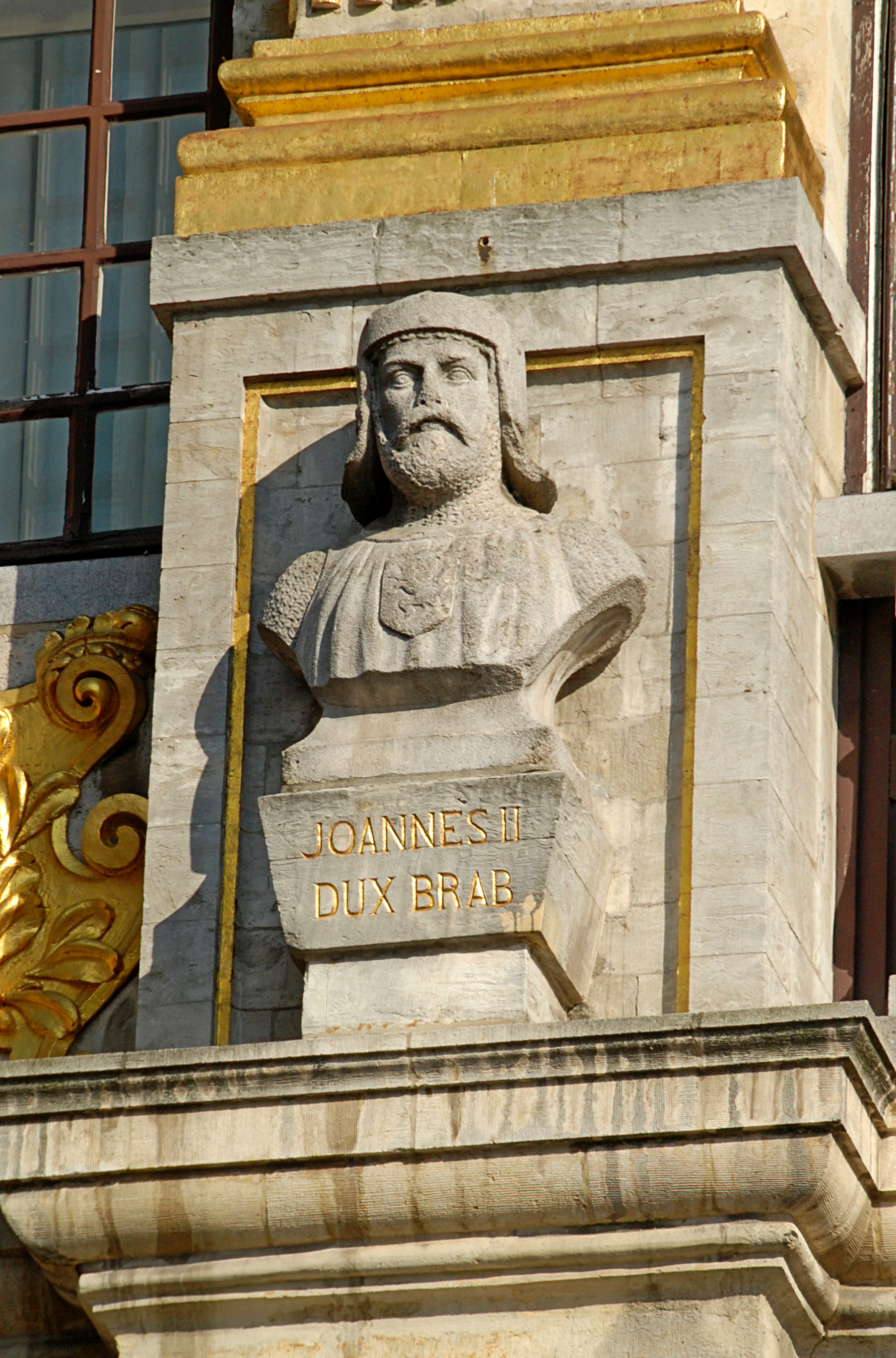
Jean II de Brabant.
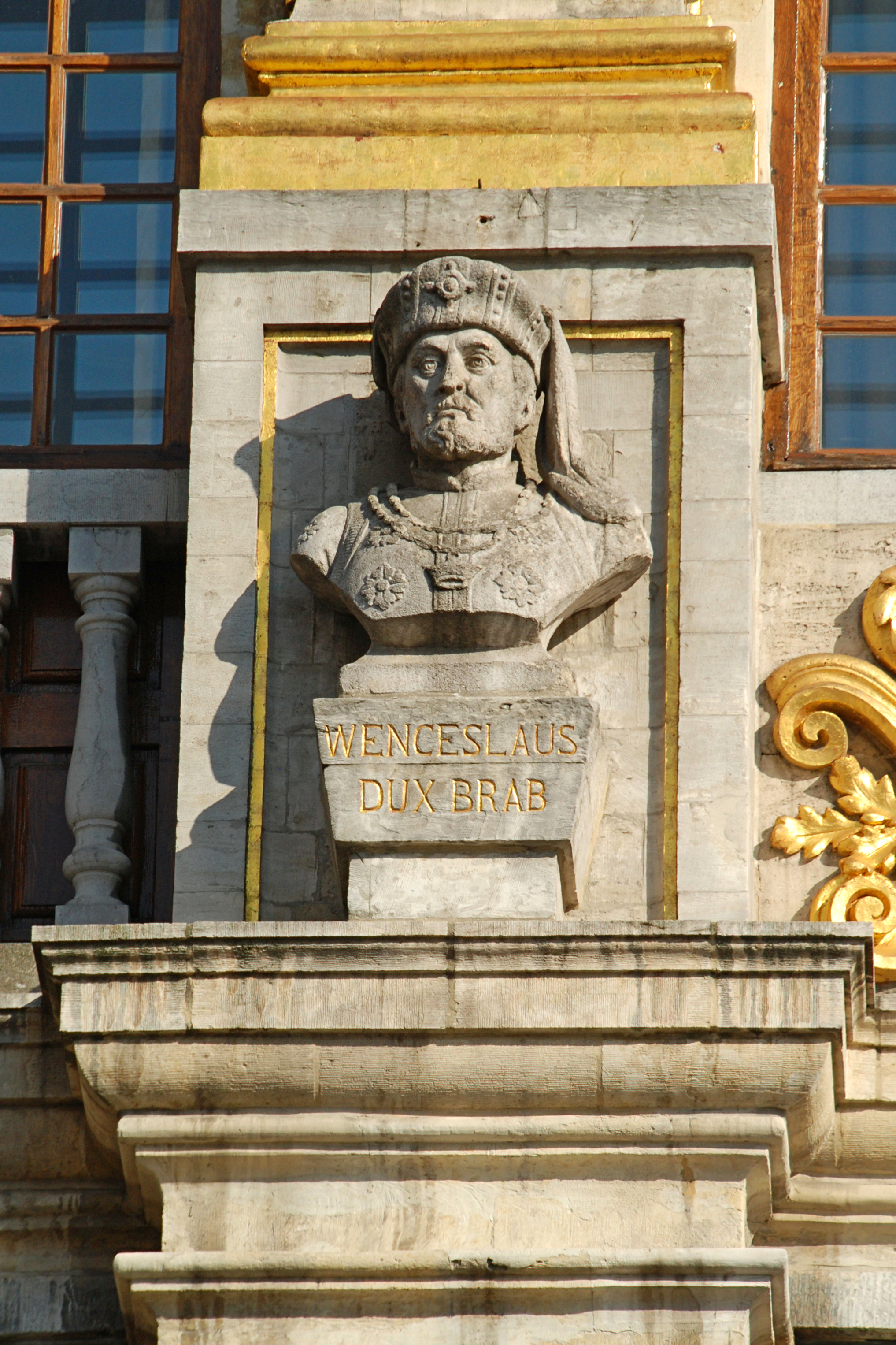
Venceslas Ier de Luxembourg.